# Tor San Giovanni

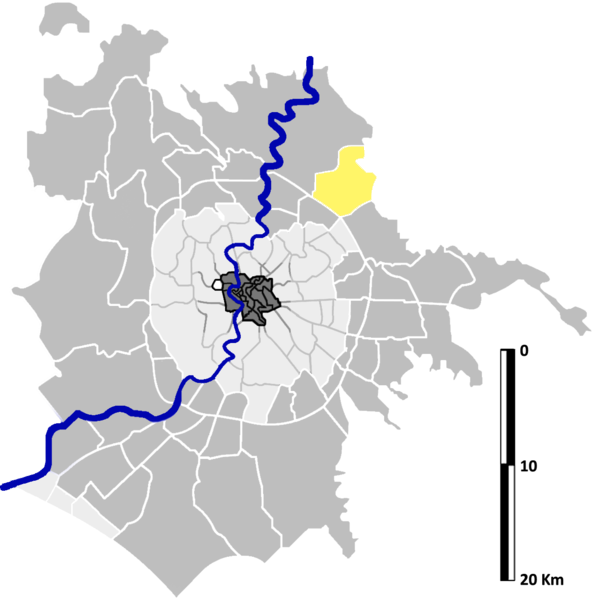
Lage von Tor San Giovanni in Rom

Tor San Giovanni bezeichnet die fünfte Zone, abgekürzt als Z.V, der italienischen Hauptstadt Rom. Im Gegensatz zu den Rioni, Quartieri und Suburbi sind es die ländlicheren Gebiete von Rom. Sie gehört zum Municipio III und zählt 6635 Einwohner (2016). Sie befindet sich im Norden der Stadt außerhalb der römischen Ringautobahn A90 und hat eine Fläche von 21,4099 km². Ihren Namen hat sie von einem mittelalterlichen Turm im Naturschutzgebiet Marcigliana. Sie grenzt an die Gemeinden Fonte Nuova und Guidonia Montecelio.

## Geschichte
Tor San Giovanni wurde am 13. September 1961 durch Beschluss des Commissario Straordinario gegründet. Damals wurde der Ager Romanus in 59 Zonen geteilt, denen eine römische Zahl zugeteilt und ein Z vorgestellt wurde. Davon wurden sechs an die neugegründete Gemeinde Fiumicino komplett ausgegliedert und drei weitere teilweise.

## Besondere Orte
- Sant’Alessandro
- San Domenico di Guzmán
- Sant’Enrico